# Màxim II
Màxim II (en grec medieval Μάξιμος Β΄) va ser patriarca de Constantinoble resident a Nicea, l'any 1215.
Abans de ser patriarca va ser confessor de l'emperador de Nicea Teodor I Làscaris. Jordi Acropolita i Nicèfor Cal·list Xantopul diuen d'ell que era un ignorant, i que va ser nomenat patriarca per les intrigues que va organitzar al gineceu de les dones, al palau imperial. Va morir en el càrrec al cap de sis mesos d'haver-lo ocupat.